# Хаманн, Бригитта
Бриги́тта Ха́манн (нем. Brigitte Hamann, урожденная Де́йтерт; 26 июля 1940, Эссене — 4 октября 2016, Вена) — немецко-австрийская писательница и историк, проживавшая в Вене.

## Биография
В юности изучала германистику и историю в Вестфальском университете имени Вильгельма в Мюнстере и в Венском университете, после чего некоторое время работала в газете «Rhein Ruhr Zeitung» в родном Эссене.
С 1965 года работала вместе с мужем в Венском университете, где в 1978 году защитила диссертацию о жизни наследного принца Рудольфа в Австрии и получила докторскую степень (Ph.D.). На основе её диссертации в том же году была опубликована книга. Сама Хаманн описывала методику своей работы в тот период следующим образом: «[Приехав из Германии] у меня был несколько иной взгляд на Австрию, и я начал писать с определённым отстранением». После получения учёной степени стала «независимым историком».
За успехом её первой книги последовали и другие: особенно заметными для общественности стали работы об императрице Елизавете Австрийской, Адольфе Гитлере и Винифред Вагнер. В 1996 году вышла её книга «Гитлер в Вене. Портрет диктатора в юности» (нем. Hitlers Wien. Lehrjahre eines Diktators), в которой показано, как социальные взгляды населения Вены 1907—1913 годов формировали антисемитизм будущего фюрера, а также его чрезмерный страх перед женщинами и инфекционными заболеваниями. Работа получила положительные отзывы критиков.
После публикации работы профессора Лотара Махтана Хаманна из университета Бремена «Секрет Гитлера» (нем. Hitlers Geheimnis. Das Doppelleben eines Diktators) она расследовала заявления историка о гомосексуальности Гитлера. В результате в 2004 году стала участницей создания документального фильма HBO 2004 «Неизвестный фюрер: обсуждение загадки сексуальности Гитлера» (англ. Hidden Führer: Debating the Enigma of Hitler's Sexuality), снятом американскими документалистами Фентоном Бейли и Рэнди Барбато.
В 2005 году выпустила книгу «Винифред Вагнер» о невестке знаменитого композитора, рожденной в Британии и ставшей одной из основательниц нацистской партии Германии, а также близким другом Адольфа Гитлера. Эта биография получила награды «Книга года» (по версии журнала «Opernwelt») и «Историческая книга года» (приз исторического журнала «Damals»). В том же году Хаманн получила награду «Concordia-Preis» от союза австрийских журналистов «Presseclub Concordia» в знак признания значения её работ.

## Произведения

### Переводы на русский
- Хаманн Б. Гитлер в Вене. Портрет диктатора в юности = Hitlers Wien. Lehrjahre eines Diktators / Ред. М. Зоркая; пер. с нем. О. Козонковой. — М.: Ад Маргинем Пресс, 2016. — 568 с. — ISBN 978-5-91103-5-307-1.

### Переводы на английский
- The Reluctant Empress: A Biography of Empress Elisabeth of Austria (Knopf: 1986) (ISBN 0-394-53717-3)
- The Reluctant Empress, Ullstein Verlag, Berlin 1982, 6th ed. 2000
- Bertha von Suttner: A Life for Peace (Syracuse Studies on Peace and Conflict Resolution) (Syracuse University Press: 1986) ISBN 0-8156-0387-8
- Rudolf. The Road to Mayerling (German and English, picture book) München 1988
- Sissi, Elisabeth, Empress of Austria (Taschen America: 1997) (ISBN 3-8228-7865-0)
- Hitler’s Vienna: A Dictator’s Apprenticeship. (1999: Oxford University Press) ISBN 0-19-514053-2
- Winifred Wagner: A Life at the Heart of Hitler’s Bayreuth. (2005: Granta publications, England) ISBN 1-86207-671-5
- Winifred Wagner: A Life at the Heart of Hitler’s Bayreuth, Harcourt Books, Orlando USA 2006

### На немецком
- Rudolf, Kronprinz und Rebell, Wien 1978
- Elisabeth von Österreich-Ungarn, Kaiserin wider Willen, Wien 1981
- Mit Kaiser Max in Mexiko, Wien 1983
- Kaiserin Elisabeth. Das poetische Tagebuch, Verlag der Österr. Akademie der Wissenschaften, Wien 1984
- Bertha von Suttner. Ein Leben für den Frieden, München 1986
- Die Habsburger. Ein biographisches Lexikon, München 1988
- Nichts als Musik im Kopf. Das Leben von Wolfgang Amadeus Mozart, Wien 1990 (Kinderbuch)
- Elisabeth. Bilder einer Kaiserin, Wien 1995
- Meine liebe, gute Freundin! Die Briefe Kaiser Franz Josephs an Katharina Schratt, München 1992
- Hitlers Wien. Lehrjahre eines Diktators, München 1996
- Kronprinz Rudolf: 'Majestät, ich warne Sie…', München 2002
- Winifred Wagner oder Hitlers Bayreuth, München 2002
- Der erste Weltkrieg. Wahrheit und Lüge in Bildern und Texten, München 2004
- Ein Herz und viele Kronen. Das Leben der Kaiserin Maria Theresia. Illustriert von Rolf Rettich, Wien 2004 (Kinderbuch)
- Die Familie Wagner, Reinbek bei Hamburg 2005
- Kronprinz Rudolf. Ein Leben, Wien 2005
- Mozart. Sein Leben und seine Zeit, Wien 2006
- Hitlers Edeljude. Das Leben des Armenarztes Eduard Bloch, München 2008

## Награды
- Heinrich Drimmel Preis (1978)
- Premio Comisso (1982)
- Donauland Sachbuchpreis (1986)
- Wildgans Preis (1995)
- Kreisky Preis (1998)
- Bad Wurzacher Literaturpreis (1998)
- «Buch des Jahres» — журнал «Opernwelt» (2002)
- «Historischen Buch des Jahres» — журнал «Damals» (2002)
- Приз союза журналистов «Concordia» «für das Lebenswerk» (2003)[3]

## Семья
В 1965 году она вышла замуж за историка и профессора Гюнтера Хаманна (1924—1994) и переехала в Вену, где получила австрийское гражданство. У пары родились трое детей: Сибилла (род. 1966, журналистка и правозащитница), Беттина (род. 1968) и Георг (род. 1972).